# Trehändige Guds Moder

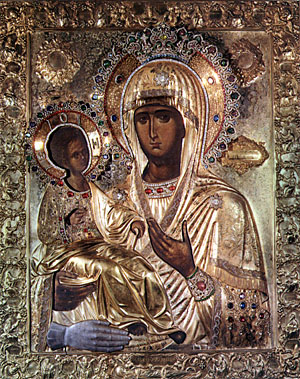
Trehändige Guds Moder.

Trehändige Guds Moder, (serbisk kyrilliska: Богородица Тројеручица; latinska: Bogorodica Trojeručica; Παναγία Τριχερούσα) eller enbart Trehändige, (Тројеручица/Trojeručica; kyrkslaviska: Троерꙋ́чица) är en gammal östortodox ikon som är den viktigaste ikonen för den Serbisk-ortodoxa kyrkan och ikonen som vördas mest bland serberna.

## Historisk bakgrund
Enligt traditionen ägdes ikonen av Sankt Johannes av Damaskus i början av 700-talet. Johannes ska ha blivit falskt anklagad för förräderi när han tjänstgjorde som vesir åt kalifen Al-Walid I. Som straff fick han ena handen avhuggen. Det sägs att anklagelserna ska ha framförts av den bysantinske kejsaren Leo III, som var ikonoklast och därmed motståndare till Johannes.
När Johannes bad framför en ikon som föreställde Jungfru Maria (Guds Moder), sägs det att hans hand ska ha vuxit ut igen mirakulöst. Som tacksägelse tillverkade han en kopia i silver av sin hand och satte den i ikonen (se bild). Ikonen är därmed känd för att ha tre händer.
Efteråt lämnade Johannes över ikonen till det grekisk-ortodoxa klostret Mar Saba, som ligger cirka 12 kilometer från Jerusalem. Där förvarades den fram tills år 1217, då Serbisk-ortodoxa kyrkans grundare och första ärkebiskop Sankt Sava tog ikonen med sig till det serbisk-ortodoxa klostret Hilandarklostret på berget Athos i dagens Grekland.
Ikonen finns idag bevarad i Hilandarklostret.

## Beskrivning
- Ikonen representanter Jungfru Maria (Guds Moder) med Jesusbarnet. På baksidan är Sankt Nikolaus av Myra avbildad.[1][3]
- Storleken ä 94 x 67 centimeter.[1]

## Bilder

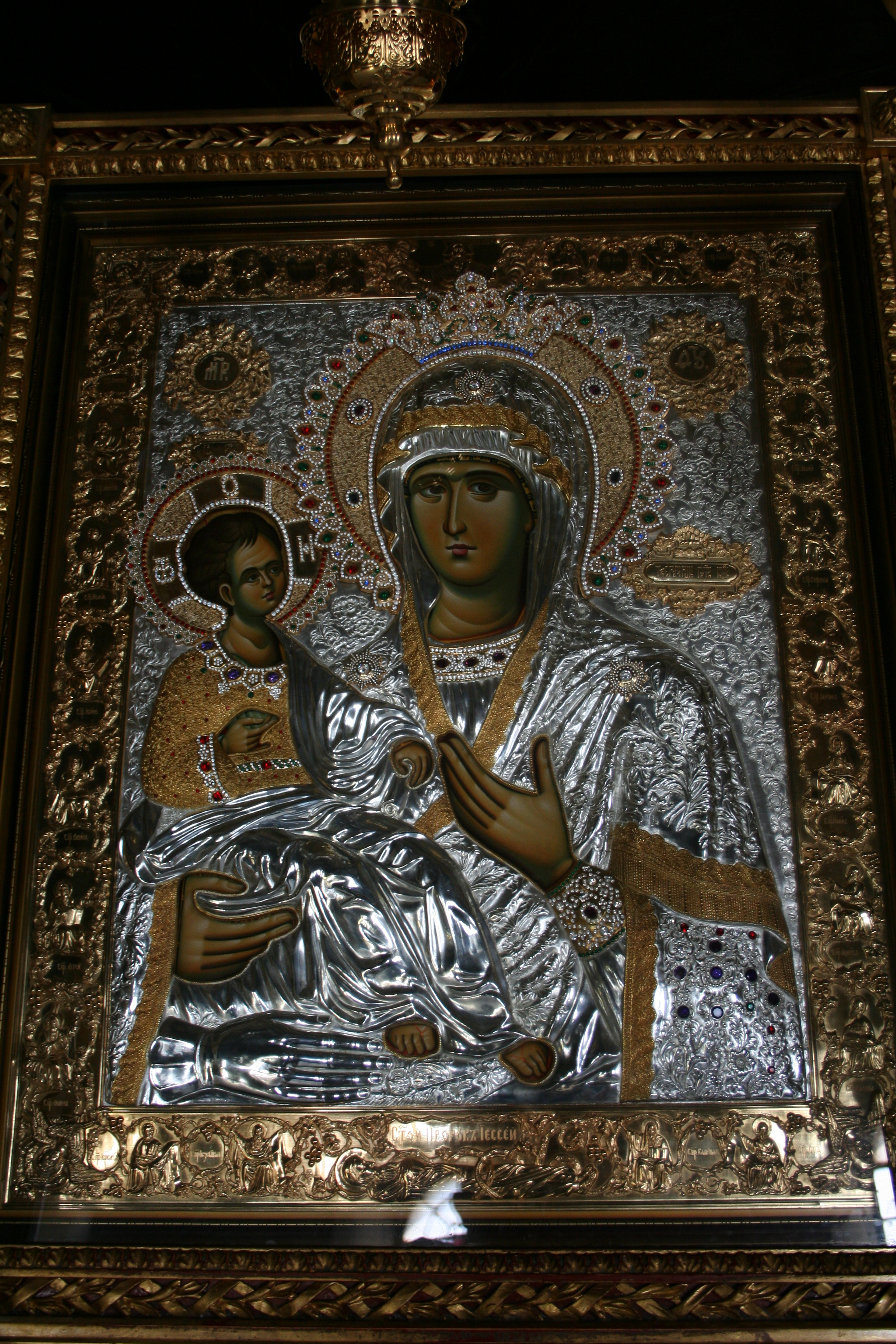
Kopia i Heliga apostlarna Petrus och Paulus katedral i Serbien.
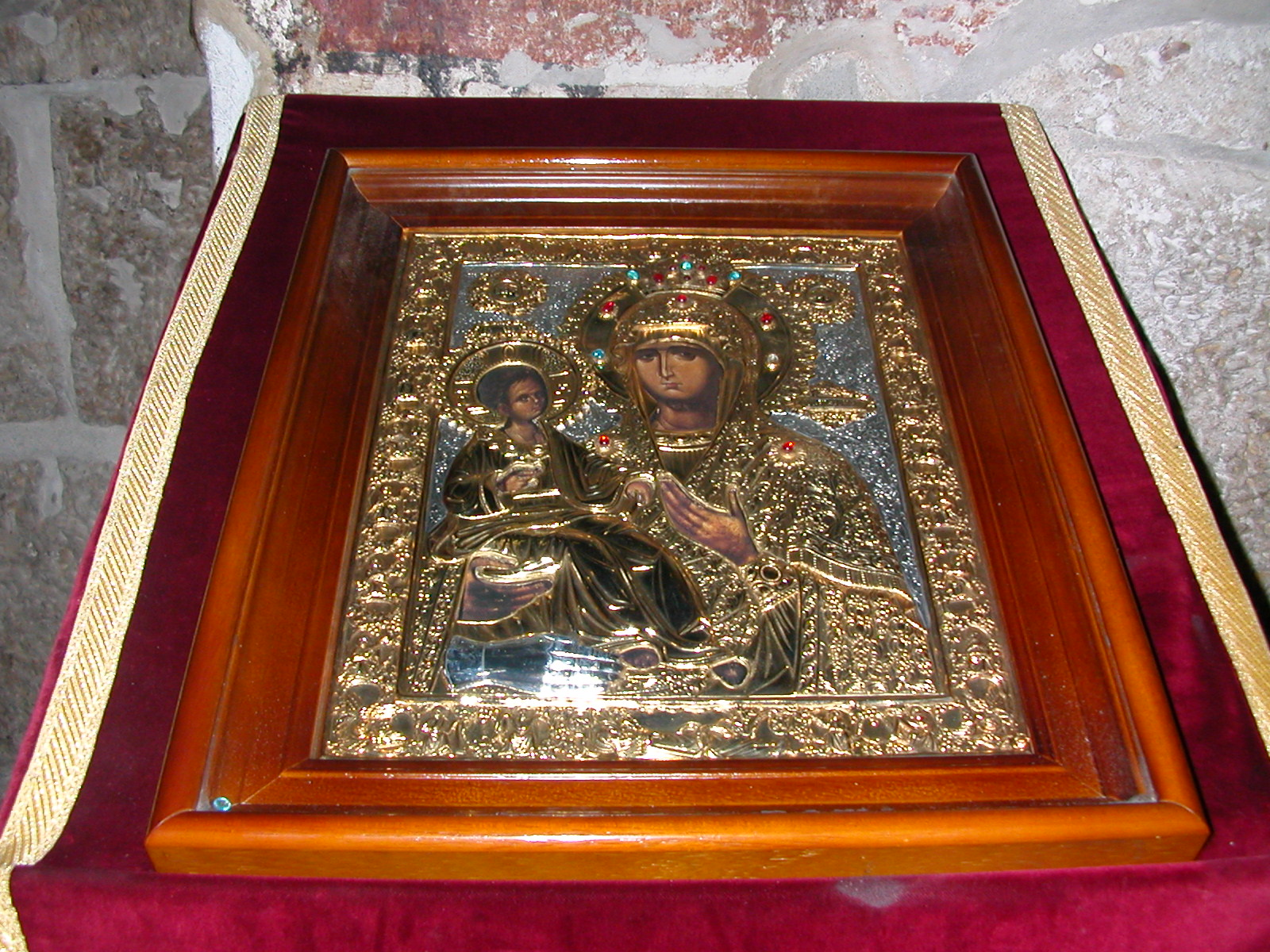
Kopia i Visoki Dečaniklostret i Kosovo.
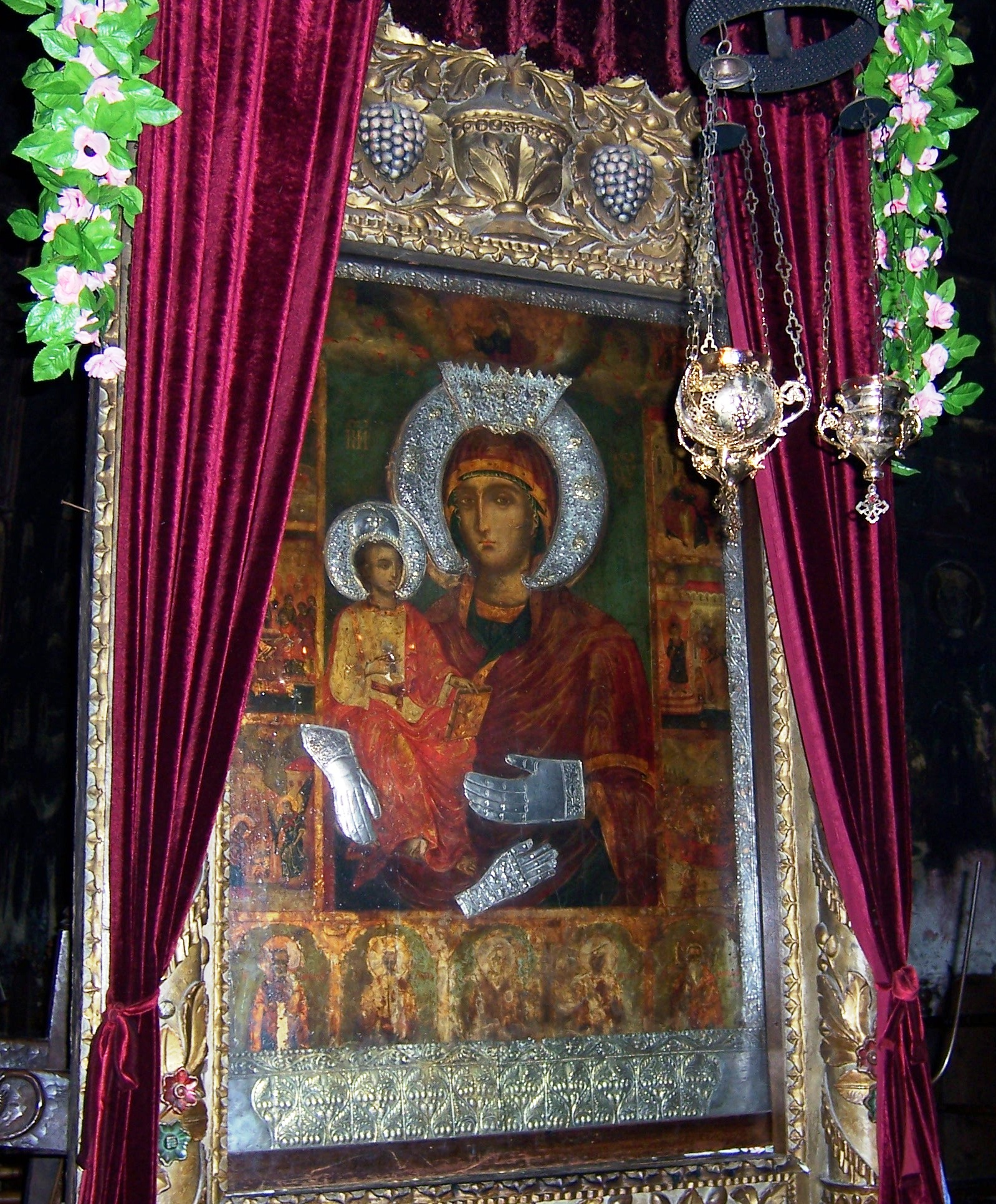
Kopia i Guds moders avsomnandes kloster i Bulgarien.